# Pseudoflustra minima
Pseudoflustra minima is een mosdiertjessoort uit de familie van de Smittinidae. De wetenschappelijke naam van de soort is voor het eerst geldig gepubliceerd in 1994 door Hayward.